# Ildar Hafizov
Ildar Hafizov (in lingua tatara Илдар Хәфиз; in russo Ильдар Хафизов?; Tashkent, 30 gennaio 1988) è un lottatore uzbeko naturalizzato statunitense, specializzato nella lotta greco-romana.

## Biografia
È nato a Tashkent in una famiglia di origine tatara. Ha rappresentato l'Uzbekistan ai Giochi olimpici estivi di Pechino 2008, in cui si è classificato undicesimo nel torneo dei 55 kg
Dal 2016 gareggia per gli Stati Uniti d'America. Nel ed ha fatto parte della spedizione statunitense alle Olimpiadi di Tokyo 2020, terminando al dodicesimo posto nella categoria dei pesi gallo.

## Palmarès
| Anno                                | Manifestazione              | Sede                | Evento | Risultato | Note |
| ----------------------------------- | --------------------------- | ------------------- | ------ | --------- | ---- |
| In rappresentanza dell' Uzbekistan  |                             |                     |        |           |      |
| 2005                                | Campionati asiatici cadetti | Ōarai               | 50 kg  | Bronzo    |      |
| 2006                                | Campionati asiatici junior  | Abu Dhabi           | 50 kg  | Oro       |      |
| 2007                                | Campionati asiatici junior  | Manila              | 55 kg  | Bronzo    |      |
| 2007                                | Mondiali                    | Baku                | 55 kg  | 5º        |      |
| 2008                                | Giochi olimpici             | Pechino             | 55 kg  | 11º       |      |
| 2009                                | Mondiali                    | Herning             | 55 kg  | 30º       |      |
| 2010                                | Giochi asiatici             | Canton              | 55 kg  | 15º       |      |
| 2011                                | Campionati asiatici         | Tashkent            | 55 kg  | Argento   |      |
| 2011                                | Mondiali                    | Istanbul            | 55 kg  | 30º       |      |
| In rappresentanza degli Stati Uniti |                             |                     |        |           |      |
| 2017                                | Mondiali                    | Parigi              | 59 kg  | 19º       |      |
| 2017                                | Mondiali militari           | Klaipėda            | 59 kg  | 5º        |      |
| 2019                                | Giochi panamericani         | Lima                | 60 kg  | Bronzo    |      |
| 2019                                | Mondiali                    | Nur-Sultan          | 60 kg  | 16º       |      |
| 2019                                | Giochi mondiali militari    | Wuhan               | 60 kg  | Bronzo    |      |
| 2021                                | Campionati panamericani     | Città del Guatemala | 60 kg  | Argento   |      |
| 2021                                | Giochi olimpici             | Tokyo               | 60 kg  |           |      |